# Nevinnost
Nevinnost je film Jana Hřebejka z roku 2011. Děj se odehrává v současnosti a hlavní postavou je vážený muž nespravedlivě obviněný ze zneužívání mladých dívek. Scénář se původně jmenoval S pravdou ven. Natáčení začalo v srpnu 2010, původní plán začít již v květnu byl zrušen, protože by se pak práce kryla s natáčením Odcházení Václava Havla, na kterém pracovali někteří členové štábu. Film chtěl režisér představit na festivalu Berlinale.

## Obsazení
| Ondřej Vetchý    | Tomáš      |
| Zita Morávková   | Milada     |
| Anna Geislerová  | Lída       |
| Hynek Čermák     | Láďa       |
| Anna Linhartová  | Olinka     |
| Alena Mihulová   | Kamila     |
| Rebeka Lizlerová | Tereza     |
| Miroslav Hanuš   | Petr       |
| Luděk Munzar     | pan Walter |
| Daniel Czeizel   | Štěpán     |

## Ocenění
Film získal na Cenách české filmové kritiky 2011 dvě ceny v hereckých kategoriích pro Hynka Čermáka a Annu Geislerovou. Nominován byl také v kategoriích nejlepší kamera, nejlepší původní hudba a Anna Linhartová získala nominaci na cenu za nejlepší ženský herecký výkon ve vedlejší roli.
V anketě Český lev 2011 získal ocenění pro Annu Geislerovou za nejlepší ženský herecký výkon v hlavní roli a Hynka Čermáka za nejlepší mužský herecký výkon ve vedlejší roli. Dále byl nominován za nejlepší film, režii, scénář, ženský herecký výkon ve vedlejší roli pro Annu Linhartovou, střih a hudbu; nominován byl také na cenu za nejlepší plakát.

## Recenze
- Kamil Fila, Aktuálně.cz, 21. ledna 2011
- Mirka Spáčilová, iDNES.cz, 24. ledna 2011
- Vojtěch Rynda, Lidové noviny, 20. ledna 2011
- Jaroslav Sedláček, Kinobox.cz, 23. ledna 2011   Archivováno 25. 1. 2011 na Wayback Machine.
- František Fuka, FFFilm, 19. ledna 2011
- Alena Prokopová, alenaprokopova.blogspot.com, 20. ledna 2011
- Adam Fiala, Moviescreen.cz, 16. ledna 2011